# Karl-Heinz Hering
Karl-Heinz Hering (* 30. April 1928 in Neverstaven; † 26. April 2015 in Ratingen) war ein deutscher Kunsthistoriker, Kurator und Verfasser von Schriften zur Gegenwartskunst. Von 1955 bis 1986 war er Direktor des Kunstvereins für die Rheinlande und Westfalen in Düsseldorf.

## Leben und Wirken
Der 1928 auf einem Gut in Neverstaven (Schleswig-Holstein) geborene Hering studierte Kunstgeschichte, Archäologie und Publizistik an der Freien Universität in Berlin und wurde 1955 mit einer Arbeit über Silberschmiedegefäße auf niederländischen Stilleben des 17. Jahrhunderts promoviert. Im selben Jahr fing er am Kunstverein für die Rheinlande und Westfalen unter Hildebrand Gurlitt zunächst als „wissenschaftlicher Hilfsarbeiter“ an. Nach Gurlitts plötzlichem Tod leitete er zunächst kommissarisch, später gemeinsam mit Ewald Rathke die Geschäfte des Kunstvereins im Gebäude der alten Kunsthalle am Grabbeplatz in Düsseldorf. Nach dem Weggang von Rathke an den Frankfurter Kunstverein im Jahre 1961 wurde Hering alleiniger Direktor des Kunstvereins.
Der Kunstverein für die Rheinlande und Westfalen hat in den Nachkriegsjahren mit seinem (bis heute klein gebliebenem) Mitarbeiterstab – bis zum Bau der neuen Kunsthalle (1967) und dem Abriss der alten – in dem Provisorium der alten Kunsthalle die Aufgaben der Städtischen Kunsthalle faktisch mitübernommen und war als solcher alleiniger Träger zeitgenössischer Kunstausstellungen von Rang in der Landeshauptstadt Düsseldorf.
In diese Zeit fallen Ausstellungen wie „Dada, Dokumente einer Bewegung“ (1958), „Ernst Wilhelm Nay“ (1959), „Sam Francis“ (1959), „Christian Rohlfs“ (1960), „Jean Piaubert“ (1960), „Pablo Picasso – Graphik“ (1960), „Ernst-Ludwig Kirchner“ (1960), „Bilder und Plastiken aus der Sammlung Dotremont“ (1961) u. a.
Nach dem Weggang von Rathke an den Frankfurter Kunstverein im Jahre 1961 wurde Hering alleiniger Direktor des Kunstvereins für die Rheinlande und Westfalen, „konsolidierte den Etat und richtete das Programm konsequenter auf die Gegenwart aus“. So stellte er in weiteren 25 Jahren ein Ausstellungsprogramm zusammen, das sich heute wie ein „who is who in art“ liest: Maurice Estève, Jackson Pollock, Piero Dorazio (noch 1961), George Rickey, Kimber Smith, Hans Hartung, Matta, Vasarely, Allen Jones, Francis Bacon, Bernhard Luginbühl, Richard Oelze, Eva Hesse, Johannes Itten, Horst Janssen, Marc Tobey, Fritz Winter, Corneille, Alan Davie, Max Bill, Jesus Raphael Soto, Niki de Saint-Phalle, Arman, Gilbert & George sowie „Licht und Bewegung“ und „Science-fiction“ (alle in den 1960er Jahren).
Sein nicht unmittelbarer Nachfolger Raimund Stecker schrieb im Vorwort zu einem als Werkkatalog gedachten Buch zu Karl-Heinz Hering: „Dem Erinnern an das einmal möglich Gewesenen wird dieses Buch ein Beitrag sein. Als Nachfolger von Karl-Heinz Hering im Kunstverein für die Rheinlande und Westfalen in Düsseldorf bin ich froh, ein solches zukünftig als Nachschlagewerk zur Verfügung zu haben, damit die zu gestaltende Zukunft sein kann, wie und was sie sein soll: eine aus der Gegenwart in ein Morgen visionierte Fortschreibung von Historie unter dem Horizont der Lehre aus Geschichte“.
Hering war Mitglied im ICOM und der AICA. Er betrieb nach seinem Weggang vom Kunstverein auch weiterhin die Auseinandersetzung mit der Kunst auf verschiedenen Ebenen. Er lebte in Düsseldorf und Ratingen und war seit 1991 in zweiter Ehe mit der Kunsthistorikerin Marie-Luise Otten (Kuratorin Nachlass Peter Brüning) verheiratet.

## Schriften
- Friedrich Meckseper: Gemälde 1958–1972, ausgewählte Druckgraphik. Kunstverein für die Rheinlande und Westfalen Düsseldorf, 1972